# Rynek w Tarnowskich Górach
Rynek w Tarnowskich Górach (do 1925 oraz w latach 1939–1945 Ring) – główny plac Tarnowskich Gór.

## Historia

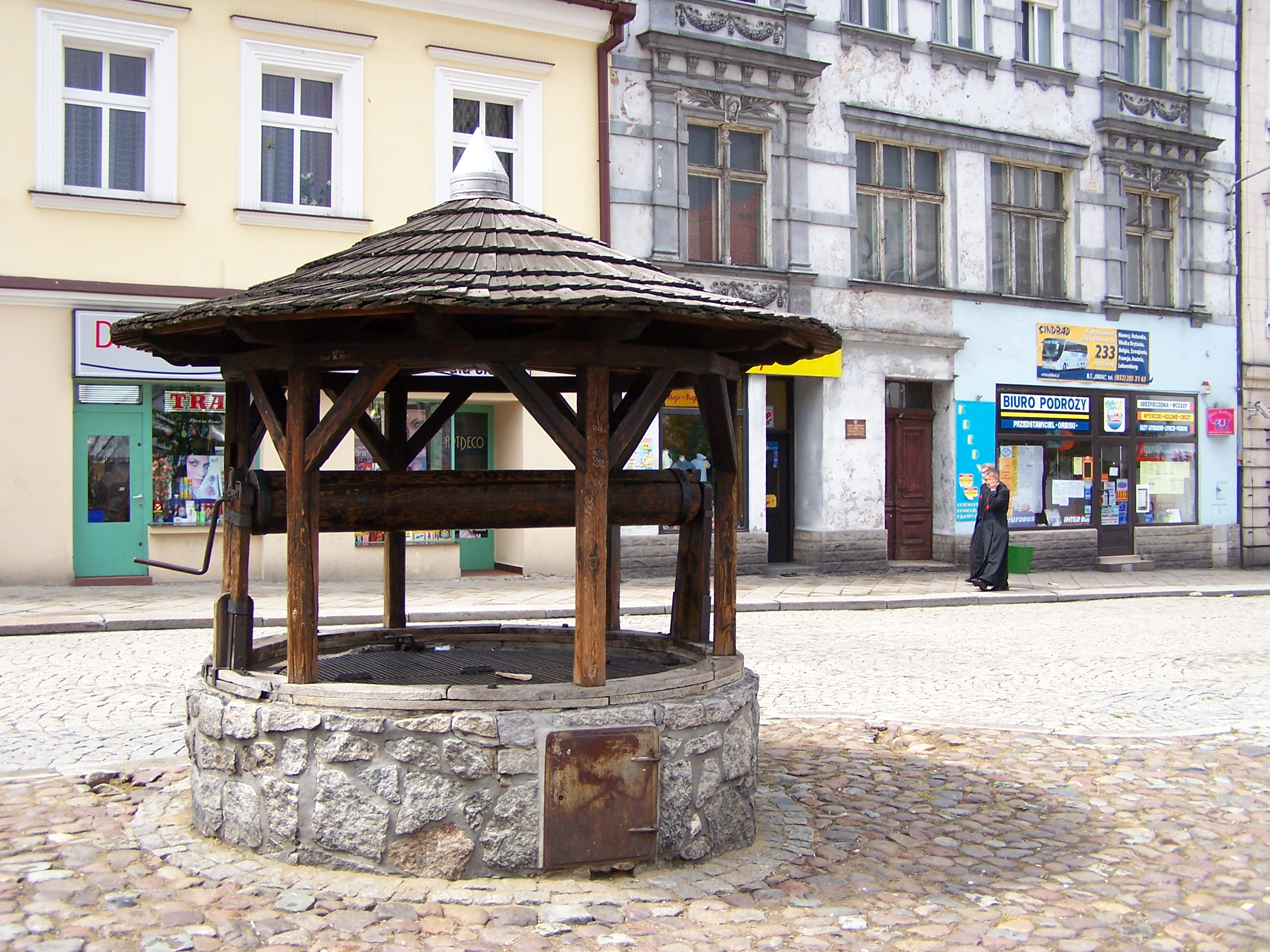
Studnia z zachowanym XIX-wiecznym brukiem w zachodniej części Rynku

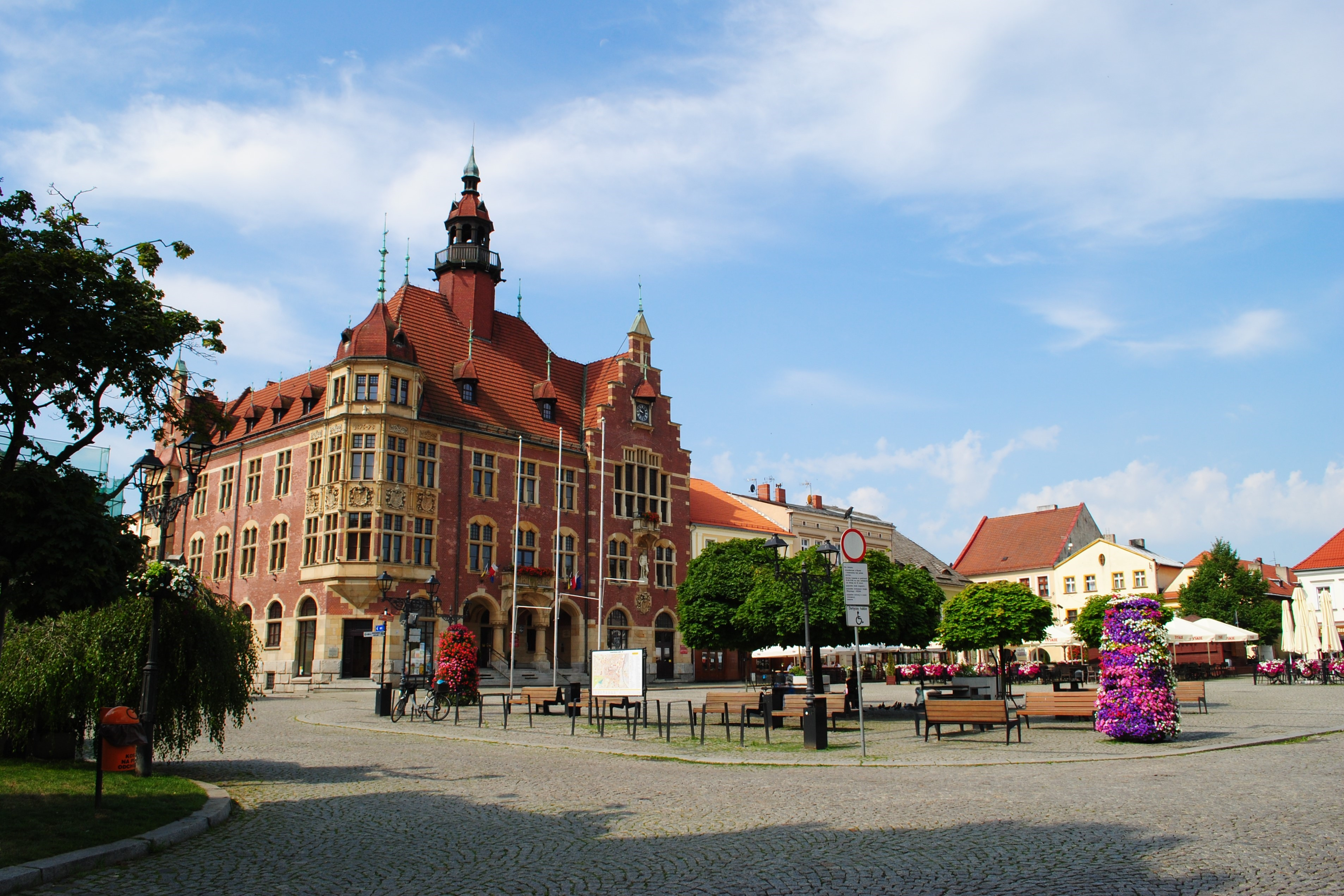
Rynek od strony północno-wschodniej w czerwcu 2024 roku

Według dr Danuty Szlachcic-Dudzicz pierwszym rynkiem miejskim był obecny plac Gwarków. Jednak w krótkim czasie wielu urzędników nie znalazło już tam miejsca na swoje siedziby, dlatego rynek przesunięto na północ pomiędzy dzisiejszymi ulicami Gliwicką, ks. Michała Lewka oraz pl. Gwarków, tam też miał siedzibę Urząd Miasta i Urząd Górniczy (jeden z najstarszych budynków w mieście, tzw. Dom Florczaka). Jednak gwałtowny rozwój miasta sprawił, że zaistniała potrzeba wytyczenia nowego rynku, który jest rynkiem głównym do dziś.
Płyta rynku została w XVI wieku wybrukowana, a w 1960 oraz kwietniu 1976 (z okazji 450-lecia miasta) została gruntownie przebudowana i wyłożona płytami granitowymi oraz ze sjenitu i kośminu. W zachodniej części rynku stoi na kamiennej podmurówce pochodząca z lat 50, XX wieku drewniana konstrukcja ręcznego kołowrotu z dachem pokrytym gontem na drewnianych słupach. Jest to jedna z dwóch miejskich studni, które w przeszłości znajdowały się na rynku.
Wokół studni zachowano fragment XIX wiecznego bruku. Został on odtworzony na podstawie starych rycin studni miejskiej i doskonale imituje nawierzchnię Rynku z okresu powstania miasta. Z Rynku wybiegało wówczas 8 ulic. W 1548 roku poszerzono go w kierunku wschodnim. Mieścił się na nim: Urząd Górniczy, Sąd, Starostwo Ziemi Bytomskiej i Rada Miejska. Powstały tutaj również liczne kamienice najbogatszych mieszczan – gwarków tarnogórskich.
W 1858 na pamiątkę założenia miasta przez księcia Jana Opolskiego i margrabiego Jerzego Hohenzollerna wystawiono na rynku krzyż. Wokół niego w 1923 na pamiątkę trzech powstań o wolność Śląska posadzono 3 „dęby wolności”. Niestety w czasie remontu płyty rynku zostały ścięte, a ich miejsce zajęły topole.
W 2005 i 2010 roku ponownie wymieniono nawierzchnię rynku. Na miejscu płyt chodnikowych pojawiła się kostka brukowa. Odnowiono także ratusz.
W 2015 na rynku przy podcieniach, u wylotu ul. Przesmyk odsłonięto rzeźbę gwarka.
Na przełomie 2020 i 2021 roku wykonano przebudowę wschodniej części płyty rynku, ustawiono m.in. nowe betonowe donice, nowe ławki oraz zainstalowano zdrój uliczny.

## Opis
Rynek ma kształt trapezu o długości 108 metrów, szerokości 75 metrów w części zachodniej i 52 m w części wschodniej. Pewna nieregularność w kształcie wynika z faktu, że prace górnicze prowadzone były nawet w ścisłym śródmieściu – gwarkowie budowali domy obok szybów wydobywczych, a nie według ustalonego porządku. Od rynku odchodzą ulice: Krakowska, Tylna, Strzelecka, ks. Józefa Wajdy, Opolska, Przesmyk, Gliwicka i Górnicza.

## Budynki

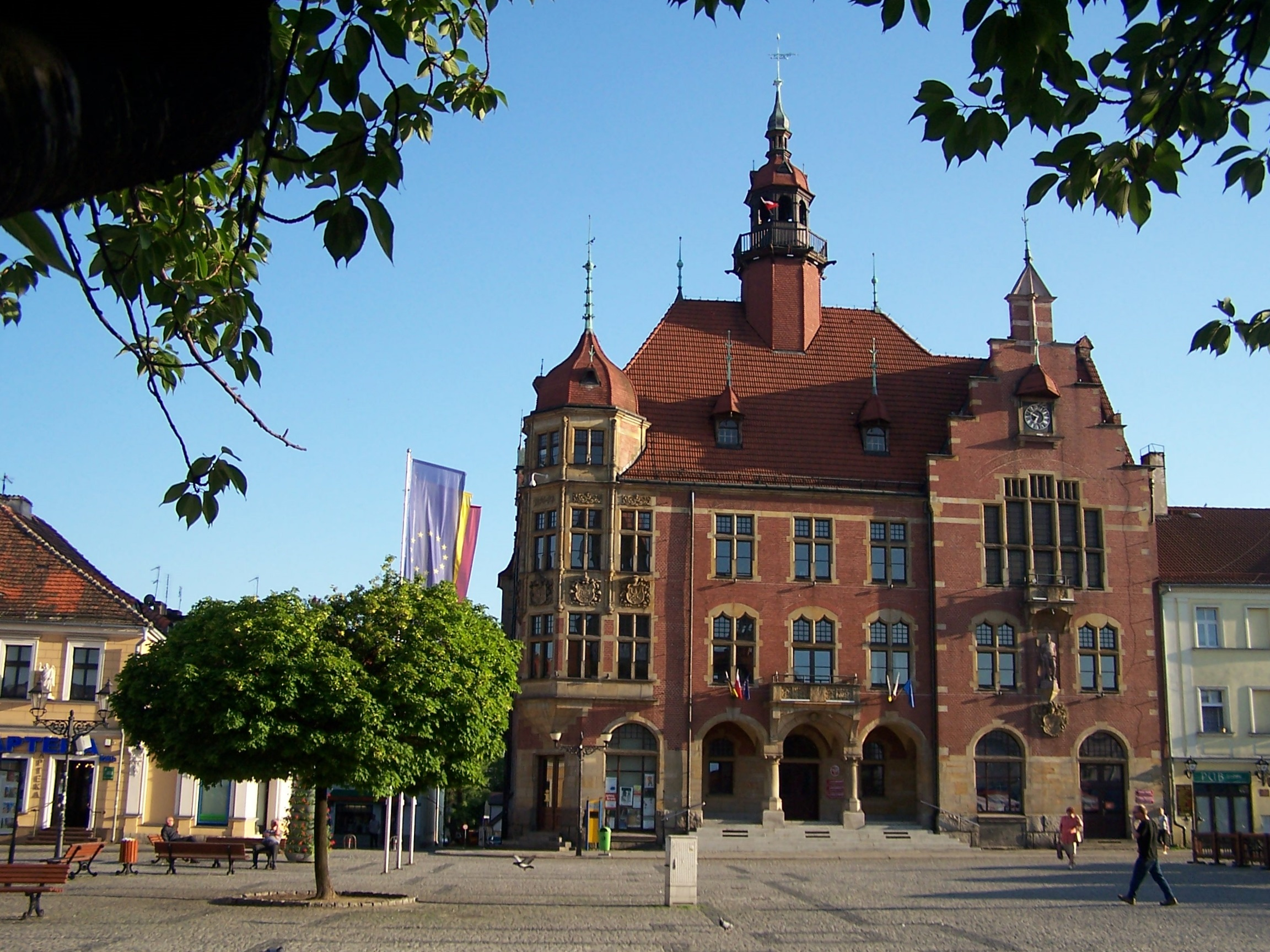
Ratusz z 1898 roku

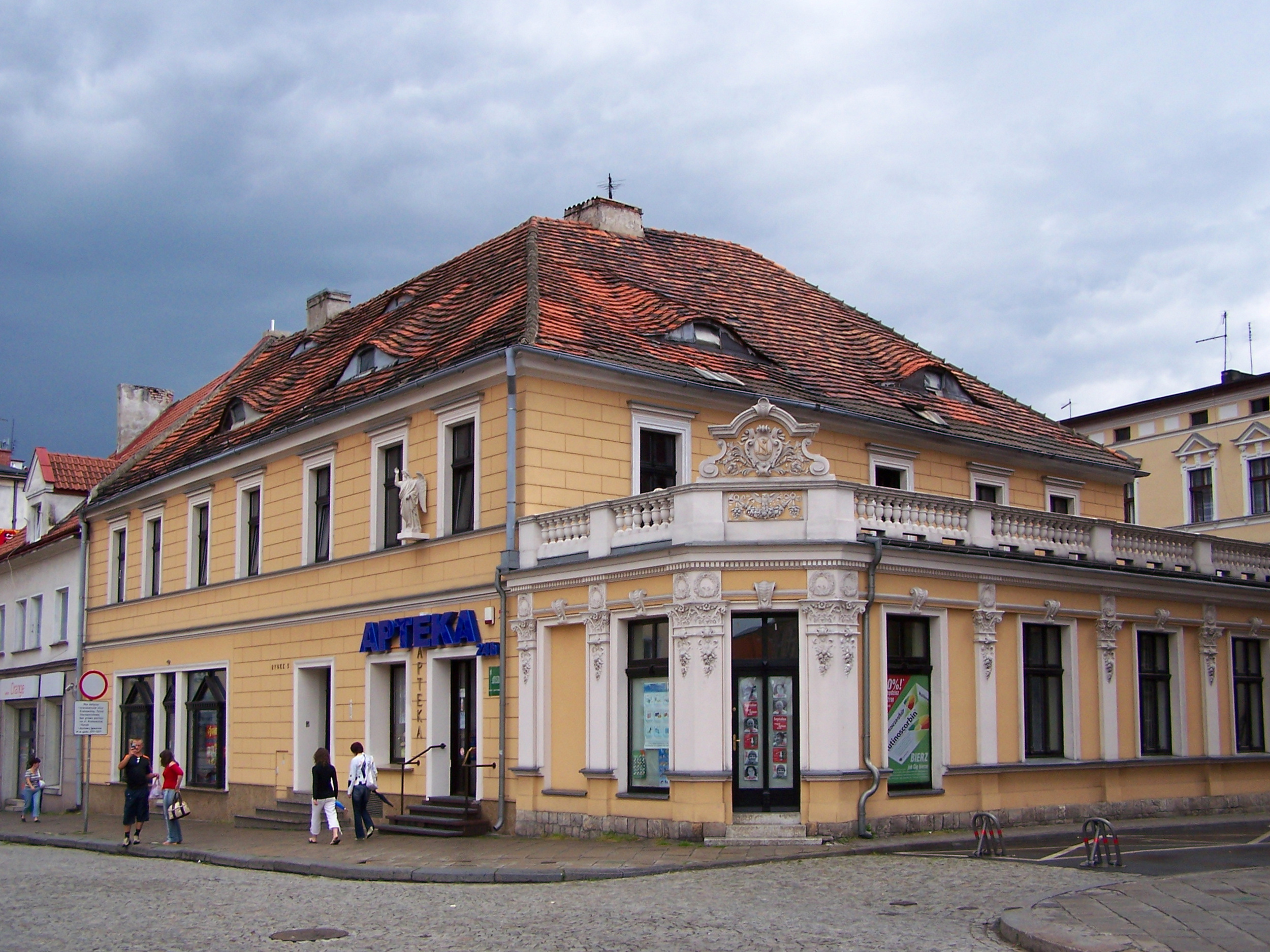
Dom Cochlera pod nr. 5 przy Rynku

Przy Rynku znajdują się obiekty wpisane do rejestru zabytków:
- ewangelicki Kościół Zbawiciela z XVIII wieku, przebudowany na początku XX wieku (nr rej. A/623/66 z 27 kwietnia 1966) – Rynek 12,
- ratusz wybudowany w latach 1896–1898 (nr rej. A/1631/96 z 30 kwietnia 1996 oraz A/585/2019 z 9 grudnia 2019) – Rynek 4,
- Dom Sedlaczka z XVI wieku (nr rej. 291 z 12 marca 1950 oraz A/609/66 z 15 kwietnia 1966), siedziba Muzeum w Tarnowskich Górach – Rynek 1,
- Dom Wieprzowskiego z XVII wieku, przebudowany w XIX wieku (nr rej. A/625/66 z 27 kwietnia 1966) – Rynek 3,
- Dom Cochlera z XVII wieku, przebudowany w XVII i XIX wieku (nr rej. A/719/2020 z 19 października 2020) – Rynek 5,
- Dom Bernharda (zwany również Domem Pod Lipami) z XVI wieku, przebudowany w XX wieku (nr rej. A/626/66 z 27 kwietnia 1966) – Rynek 13,
- budynek dawnego Banku Stowarzyszeń wybudowany na miejscu tzw. Domu Szymkowica w 1908 roku (nr rej. A/17/99 z 25 maja 1999) – Rynek 14,
- dom z XVI wieku, przebudowany w XIX wieku (nr rej. A/627/66 z 27 kwietnia 1966) – Rynek 15,
- dom z XVI wieku, przebudowany w XVIII wieku (nr rej. A/628/66 z 27 kwietnia 1966) – Rynek 16,
- dom podcieniowy (I) z XVI wieku (nr rej. A/613/66 z 15 kwietnia 1966) – Rynek 17,
- dom podcieniowy (II) z XVI wieku (nr rej. A/614/66 z 15 kwietnia 1966) – Rynek 17,
- dom podcieniowy z XVI wieku, przebudowany w XVIII wieku (nr rej. 290 z 12 marca 1950 oraz A/615/66 z 15 kwietnia 1966) – Rynek 18,

Przy Rynku znajdują się też budynki wpisane do Gminnej Ewidencji Zabytków:
- Dom Petrascha z XVI wieku, przebudowany w XVIII wieku i w 1890 roku – Rynek 2,
- kamienica z ok. 1910 roku – Rynek 8–9,
- kamienica z ok. 1890 roku – Rynek 10–10a.

Na płycie Rynku zajmują się ławki, 3 drzewa z gatunku lipa drobnolistna, pomnik bryły kruszcu wydobytej w XV wieku przez chłopa Rybkę, zabytkowa studnia z zachowanymi obok kocimi łbami. Dodatkowo w okresie letnim ogródki piwne.

## Mieszkalnictwo
Według danych Urzędu Stanu Cywilnego na dzień 31 grudnia 2022 roku przy Rynku zameldowanych na pobyt stały było 110 osób.